# The Fool (Warpaint)
The Fool è l'album discografico d'esordio del gruppo musicale art rock statunitense Warpaint, pubblicato nell'ottobre 2010 dalla Rough Trade Records.

## Tracce
1. Set Your Arms Down – 5:01
2. Warpaint – 5:51
3. Undertow – 5:53
4. Bees – 4:22
5. Shadows – 4:04
6. Composure – 4:55
7. Baby – 5:00
8. Majesty – 6:32
9. Lissie's Heart Murmur – 5:11

## Formazione
- Emily Kokal - voce (1-3,6,7,9), chitarra
- Theresa Wayman - voce (3-5,8), chitarra
- Jenny Lee Lindberg - basso, cori
- Stella Mozgawa - batteria, tastiere